# Sylph
Sylph (яп. シルフ Сируфу) — японский манга-журнал для девушек, существующий с 9 декабря 2006 года. Он выходит в издательстве ASCII Media Works (ранее MediaWorks) раз в два месяца, однако изначально публиковался раз в три месяца под названием comic SYLPH (яп. コミックシルフ комикку сируфу) и был приложением к закрытому ныне Dengeki Comic Gao!. С шестого номера 21 марта 2008 года comic SYLPH превратился в приложение к сёнэн-журналу Dengeki Daioh, а с 22 мая 2008 года стал выпускаться независимо. Название было изменено на «Sylph». В отличие от большинства журналов компании ASCII Media Works, Sylph выходит не под лейблом «Dengeki», а под лейблом «Sylph Comics».

## Манга
- Anonymous Egao
- Brothers Conflict
- Chack
- Fujoshissu!
- Juusha no Gakko
- Kagayaki no Oka Yoko no Machi
- Level4
- Lillia and Treize
- Majina!
- Makanai Komusume
- Omamori no Kami-sama
- S.L.H Stray Love Hearts!
- Torikagoso no Kyo mo Nemutai Juunintachi
- Triple Complex
- Yui, 316 Years Old
- Yuukai no Susume